# 성심여자대학 (일본)

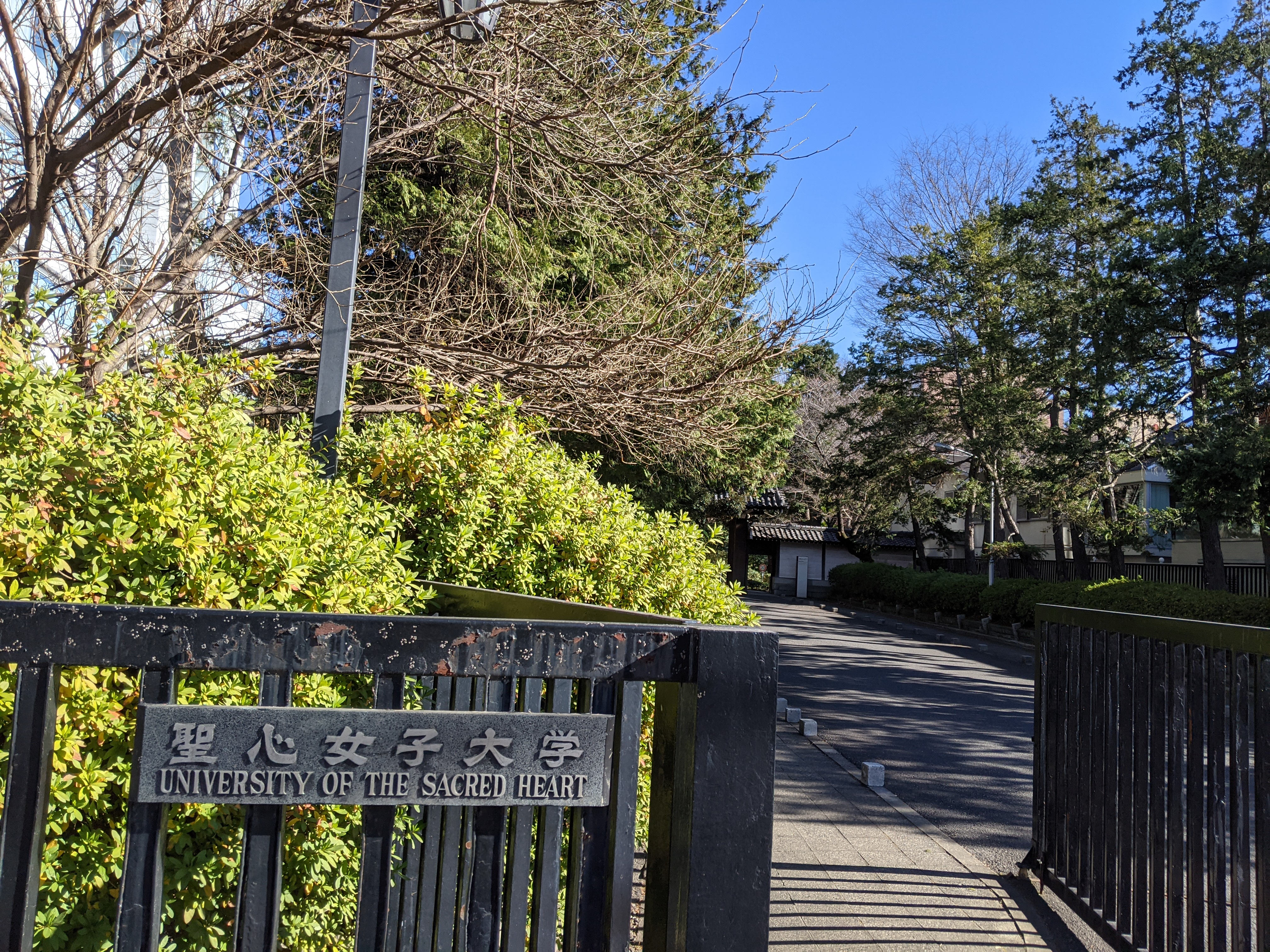

성심여자대학(일본어: 聖心女子大学, 영어: University of the Sacred Heart, Tokyo)은 일본 도쿄도 시부야구에 있는 가톨릭 계열 사립 여자 대학이다. 대한민국에 있는 성심여자고등학교와 가톨릭대학교로 통합된 구 성심여자대학교와 동일하게 성심수녀회(聖心修女會)에서 설립, 운영하는 대학이다.

## 같이 보기
- 성심여자대학교